# La Boqueria
La Boqueria (ou Mercat de la Boqueria ou Mercat de Sant Josep en catalan) est un marché de la ville de Barcelone, en Espagne, situé dans une rue adjacente à la Rambla.

## Histoire
La première mention du marché de Barcelone date de 1217 : des tables sont installées à proximité de l’ancienne porte de la ville nommée Boqueria pour vendre de la viande. À partir de décembre 1470, un marché aux cochons se tient à cet endroit, qui se situe alors à l'extérieur de la ville.
Au début, le marché n'est pas entouré d'un portique et n'a pas de statut officiel ; il est considéré comme une extension du marché de la Plaça Nova, qui s´étend alors jusqu´à la Plaça del Pi. Plus tard, les autorités décident de construire un marché séparé sur la Rambla, dédié principalement aux poissonniers et aux bouchers.[réf. nécessaire]
Ce n'est qu'en 1826 que le marché est légalement reconnu. Une convention tenue en 1835 décide de la construction d'une place officielle. Un an plus tard, un bâtiment est prévu au centre de cette place, dont la construction commence le 19 mars 1840 sous la direction de l'architecte Mas Vilà. Le marché est officiellement ouvert la même année, mais les plans seront modifiés à de nombreuses reprises jusqu'en 1846.
L'inauguration officielle a finalement lieu en 1853. En 1911, le nouveau marché aux poissons voit le jour, et, en 1914, le toit métallique que l'on peut voir encore de nos jours est mis en place.

## Période contemporaine
L'extension du marché et le réaménagement de ses alentours (dont le nouveau siège de la célèbre école Massana, située à proximité, dans l'ancien hôpital de la Sainte-Croix) font l'objet d'une opération menée par l'architecte catalane Carme Pinós dans les années 2000.

## Transports
- Métro de Barcelone - Liceu (sur Ligne 3).
- Bus de Barcelone - Lignes 14, 59 , et 62.

## Images

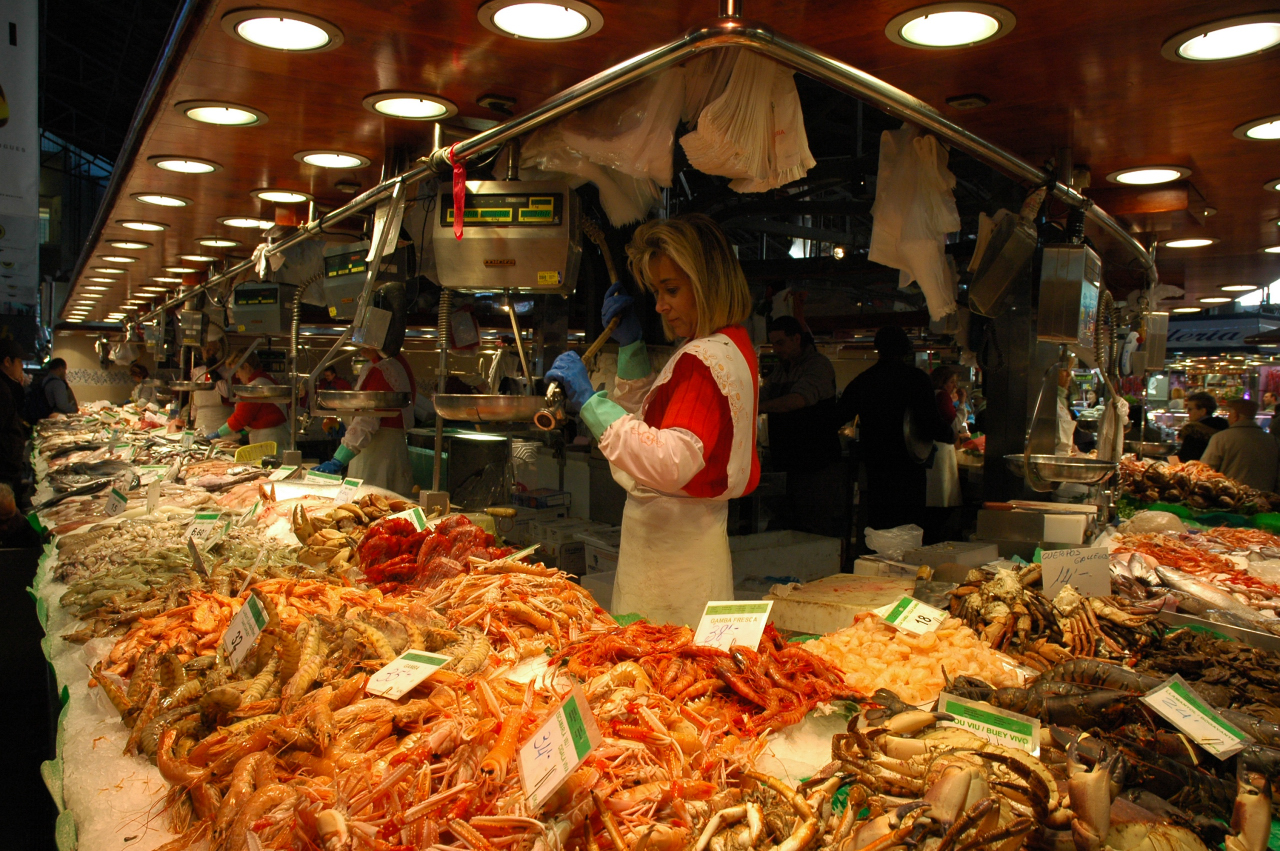
Poissons et fruits de mer
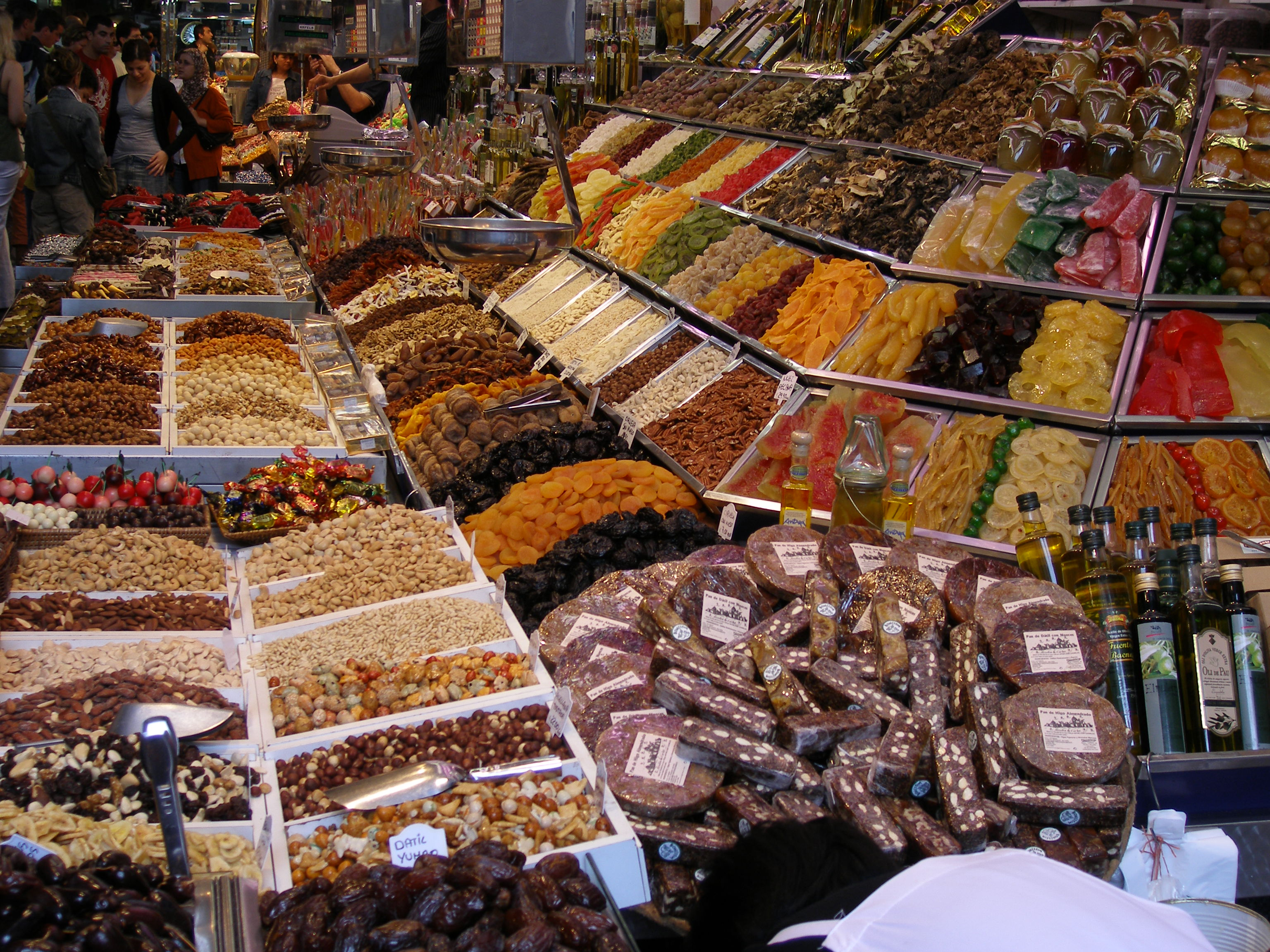
Épices et fruits séchés
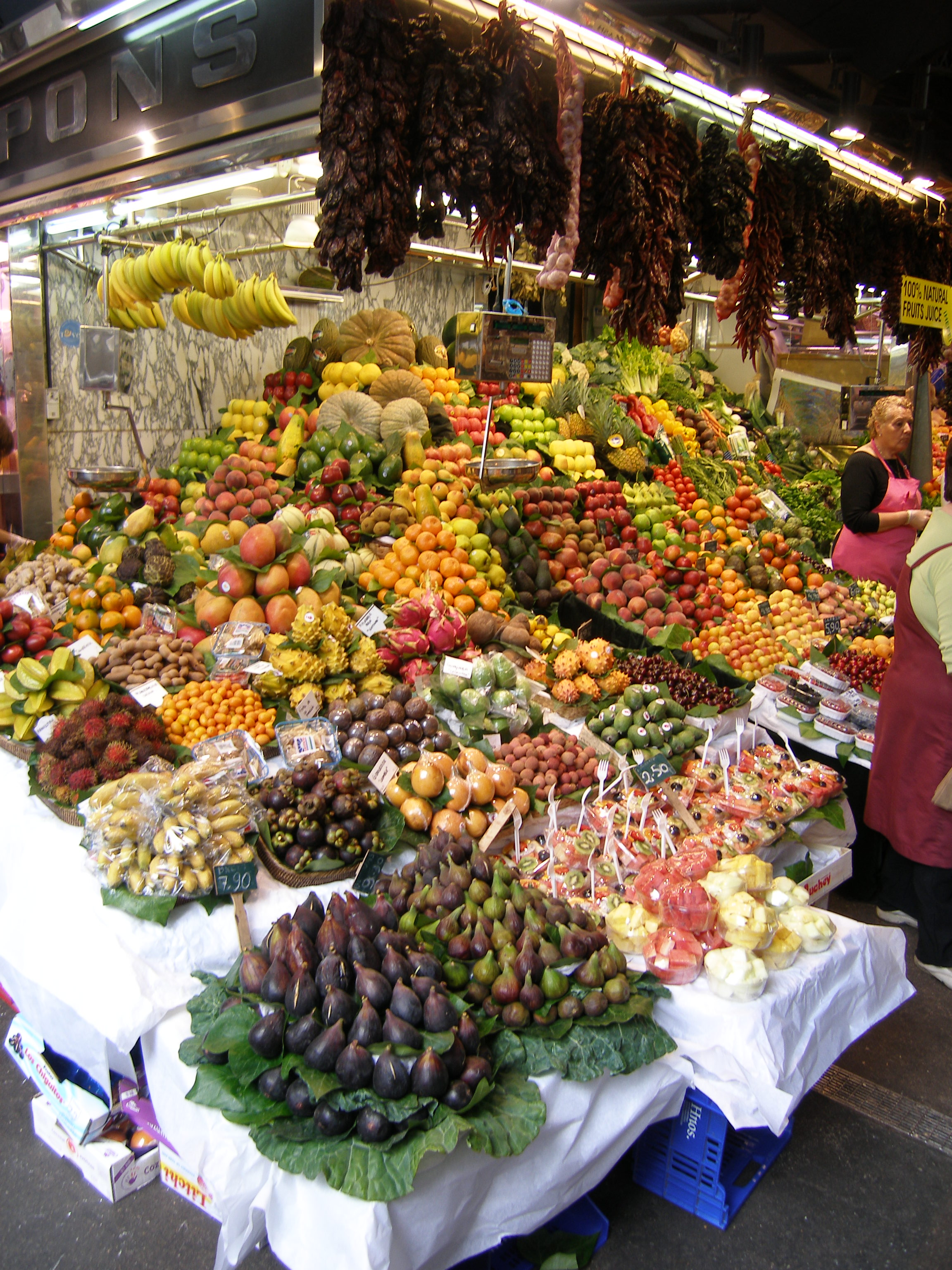
Fruits et légumes
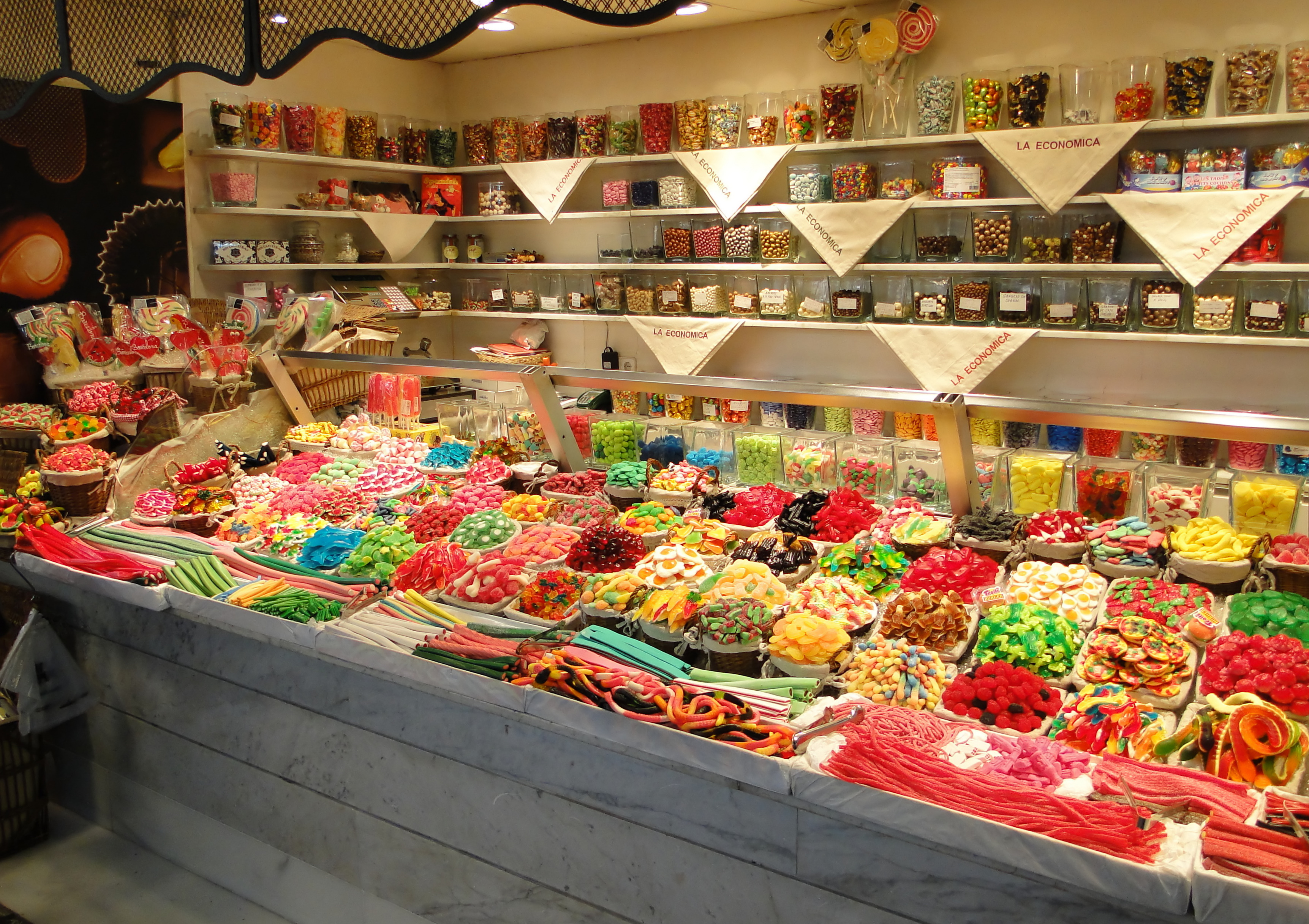
Friandises